# Shitotsubakurai
Shitotsubakurai – japońska ręczna mina przeciwpancerna używana przez wojska Cesarskiej Armii Japońskiej podczas walk na małej odległości. Wprowadzona do użycia podczas bitwy w zatoce Leyte w 1944 roku

## Penetracja
Mina była zdolna do penetracji pancerza o grubości około 150 mm podczas uderzenia pod kątem 90º i do 100 mm pod kątem 60º.

## Nawiązania
Sposób działania miny został zaprezentowany w grze Battlefield V studia DICE.